# Patrick Cutrone
Patrick Cutrone (* 3. Januar 1998 in Como) ist ein italienischer Fußballspieler. Er steht seit August 2022 bei Como 1907 unter Vertrag.

## Karriere

### In den Klubmannschaften

#### AC Mailand
Patrick Cutrone stammt aus der Jugend der AC Mailand. Erstmals stand er am 30. Oktober 2016 in der Ligapartie gegen Delfino Pescara 1936 im Kader der ersten Mannschaft, bei der er nicht zum Einsatz kam. Insgesamt stand er in der Saison 2016/17 zehnmal im Kader, zu seinem ersten und einzigen Profieinsatz in dieser Spielzeit kam er am 21. Mai 2017 im Heimspiel gegen den FC Bologna, in dem er in der 85. Minute für Gerard Deulofeu eingewechselt wurde und zum Ende der Partie eine Gelbe Karte hinnehmen musste.
Zur Folgesaison wurde Cutrone fester Bestandteil der ersten Mannschaft. Deren Trainer, Vincenzo Montella, gab ihm in den Qualifikationsrunden zur Europa League direkt Einsatzzeiten. In vier Partien, in denen er in drei von Beginn an spielte, erzielte er zwei Tore. Auch in den ersten Ligaspielen schenkte Montella ihm das Vertrauen; Cutrone erzielte von den fünf Toren, die die Mannschaft in den ersten beiden Partien herausspielte, zwei selbst und bereitete ebenso viele vor.

#### Wolverhampton Wanderers
Ende Juli 2019 wechselte Patrick Cutrone in die englische Premier League zu den Wolverhampton Wanderers. Er erhielt einen Vertrag mit einer Laufzeit bis zum 30. Juni 2023. Anfang 2020 wurde er ursprünglich für 18 Monate an die AC Florenz ausgeliehen. Im Anschluss daran hätte eine Kaufpflicht seitens Florenz bestanden.
Nach vier Tore in 30 Spielen kehrte er, ohne dass die Kaufpflicht griff, zu den Wolves zurück. Ende Januar 2021 wurde er schließlich erneut verliehen, diesmal nach Spanien zum Erstligisten FC Valencia.
Zur Saison 2021/22 wurde Cutrone erneut nach Italien verliehen, diesmal für ein Jahr zum FC Empoli.

#### Como 1907
Ende August 2022 kehrte Cutrone in seine Heimat- und Geburtsstadt zurück und wechselte zu Como 1907 in die Serie B. Direkt am Tag seinen Transfers debütierte er für Como im Ligaspiel gegen Brescia Calcio, bei welchem er in der 85. Spielminute für Edoardo Bovolon eingewechselt wurde. Cutrone entwickelte sich in der zweiten Liga sehr schnell zu einem Stammspieler und absolvierte in seinem ersten Jahr 35 Ligaspiele und erzielte dabei 9 Tore. In der Saison 2023/24 stieg er mit Como in die Serie A auf.

### In den Nationalmannschaften
Cutrone durchlief verschiedene Juniorennationalmannschaften Italiens und war Bestandteil der U21-Nationalmannschaft. Er nahm mit ihr unter anderem an der U21-EM 2019 teil.
Im März 2018 wurde Cutrone vom damaligen Interimstrainer Luigi Di Biagio für die A-Nationalmannschaft nominiert. In der Partie gegen Argentinien feierte er sein Debüt für die Squadra Azzurra. Seither wurde er jedoch nicht mehr berücksichtigt.

## Auszeichnungen
- Nominierung für die Kopa-Trophäe: 2018 (7. Platz)